# Montignez
Montignez is een plaats en voormalige gemeente in het Zwitserse kanton Jura, en maakt deel uit van het district Porrentruy.
Montignez telt 251 inwoners.

## Geschiedenis
Op 1 januari 2009 is Montignez met Buix en Courtemaîche gefuseerd tot de nieuwe gemeente Basse-Allaine.